# دون ارين
دون ارين (بالإنجليزية: Don Warren)‏ هو لاعب كرة قدم أمريكية أمريكي، ولد في 5 مايو 1956 في بيلينغام في الولايات المتحدة.

## وصلات خارجية
- دون ارين على موقع مرجع كرة القدم المحترفة.كوم (الإنجليزية)